# Olivier Mannaerts
Olivier Mannaerts (ou Olivier Manare), né en 1523 à Douai (France), et décédé le 28 novembre 1614 à Tournai (Belgique), est un prêtre jésuite. Il est considéré comme le fondateur de la Compagnie de Jésus dans les Pays-Bas méridionaux.

## Formation et premières années
Maître ès Arts à l'université de Louvain (1546) et ordonné prêtre en 1548, il part ensuite à Paris faire un complément d'études où il rencontre le Père Mercurian qui le guide durant la grande retraite des Exercices spirituels. Il souhaite entrer dans la Compagnie de Jésus, et Mercurian l'envoie à Rome pour y faire son noviciat (1551). Il vit dans la communauté d'Ignace de Loyola qui, remarquant ses qualités humaines et spirituelles le nomme recteur du Collège Romain (1553) avant même qu'il n'ait terminé son noviciat. Il est ensuite recteur du collège de Loreto (1554-1663).

## Assistant et Vicaire général
Les successeurs d'Ignace de Loyola ont également grande confiance en lui: commissaire et provincial en France (1563-1571) et ensuite Assistant du Général - le même Everard Mercurian qu'il a connu à Paris - pour l'Allemagne (1573-1580). À la mort de Mercurian, il est élu Vicaire général. Il est donc chargé de convoquer et préparer la 4e Congrégation générale. En 1585 il est nommé provincial de 'Germanie inférieure' (dont fait partie la Belgique) et, en 1589 provincial de Belgique (le premier) lorsque celle-ci est créée.

## Provincial de Belgique
Homme de vision alliée à un bon jugement sur les personnes, affable et juste, Mannaerts donne une grande impulsion au développement des œuvres de la Compagnie de Jésus en Belgique. Mannaerts est chargé des affaires des jésuites alors que les Pays-Bas méridionaux se relèvent de la Furie iconoclaste des calvinistes qui avaient pris — temporairement — le pouvoir à Gand, Bruxelles, Malines et Anvers. Le nombre de Jésuites était passé de 158 (en 1578) à 80 (en 1582).
- Comme provincial, Mannaerts a d’excellents rapports avec le gouverneur espagnol Alexandre Farnèse, et après lui, avec les Archiducs Albert et Isabelle. Leur soutien actif permet une grande liberté d’action et l’ouverture de collèges et résidences en Flandre, au Brabant et dans le Luxembourg: Courtrai et Luxembourg (1583), Ypres et Gand (1585), Bruxelles (1586), Mons, Valenciennes et Lille (1592), Arras (1600), Dinant (1608) Namur (1610) et d’autres. Deux également, Liège et Maastricht, dans la principauté de Liège. En 1598 les jésuites sont présents dans 15 villes des Pays-Bas espagnols.
- Il prend l’initiative — courageuse mais risquée — d’organiser une « Mission de Hollande », c’est-à-dire des postes missionnaires et trois collèges dans les Pays-Bas septentrionaux majoritairement calvinistes : Bois-le-Duc, Bréda et Ruremonde (1609). Le but en est de ramener les protestants au catholicisme.
- La formation des jésuites est réorganisée, depuis le noviciat (un second noviciat est ouvert à Malines en 1611)  jusqu’à la théologie. Il ajoute une année d’Humanités’ au noviciat (appelé ‘juvénat’) et donne une formation solide aux prédicateurs et hommes de science. Il renforce le corps professoral des trois théologats : théologie morale à Saint-Omer et Liège, théologie scolastique à Louvain.
- Il établit l’aumônerie militaire (la ‘mission des camps’) qui rendit de nombreux services à l’armée espagnole.
- Le succès et l’expansion, durant le règne des Archiducs Albert et Isabelle (1598-1621) sont si rapides que souvent il doit vaincre les réticences et craintes  du Supérieur général, Claude Acquaviva. En 1600 les Jésuites sont déjà 500 dans les Pays-Bas méridionaux. Cette croissance exponentielle de leur nombre conduit à la division de la province belge en deux, suivant grosso modo la frontière linguistique de l’époque.

## Deux provinces belges
En 1612, lorsque naissent les provinces ‘Gallo-Belge’ et 'Flandro-Belge’, les jésuites sont 788, repartis dans 23 collèges, une résidence professe (à Anvers), deux noviciats (Tournai et Malines), trois théologats, et de nombreuses résidences. Mannaerts, comme Visiteur (un ‘Envoyé spécial’ du Supérieur Général) dans les Pays-Bas organise cette division. Le premier provincial de la ‘Flandro-belge’, Guillaume Veranneman, s’installe à Anvers, le provincial de la ‘Gallo-belge’, Jean Herennius, gardant sa résidence à Lille.
Olivier Mannaerts meurt peu après à Tournai: le 28 novembre 1614. Il avait 91 ans et était resté actif jusqu’à un âge avancé : Il est considéré comme le fondateur de la Compagnie de Jésus dans les Pays-Bas espagnols, septentrionaux et méridionaux.